# Ryūju Nagayama
Ryūju Nagayama (jap. 永山竜樹 Nagayama Ryūju; * 15. April 1996 in Bibai, Hokkaidō) ist ein japanischer Judoka. In den Jahren 2018 und 2019 gewann er jeweils eine Bronzemedaille bei den Weltmeisterschaften. 2024 gewann er die Bronzemedaille bei den Olympischen Spielen und 2025 wurde er Weltmeister.

## Sportliche Karriere
Ryūju Nagayama war 2011 U17-Weltmeister in der Gewichtsklasse bis 50 Kilogramm. 2012 und 2013 kämpfte er in der Gewichtsklasse bis 55 Kilogramm. Er war 2012 U20-Asienmeister und 2013 Fünfter der U21-Weltmeisterschaften. Seit 2015 kämpft er in der Gewichtsklasse bis 60 Kilogramm, der leichtesten Männer-Gewichtsklasse bei den Erwachsenen. 2015 gewann er die U21-Weltmeisterschaften. 2016 siegte er im Finale des Grand-Slam-Turniers in Tokio gegen seinen Landsmann Naohisa Takato. 2017 folgten der Sieg bei den japanischen Meisterschaften und beim Grand-Slam-Turnier von Jekaterinburg. Bei den Weltmeisterschaften 2017 schied er im Achtelfinale gegen den Mongolen Boldbaatar Ganbat aus. Ende des Jahres gewann er das World-Masters-Turnier in Sankt Petersburg.
Anfang 2018 bezwang Nagayama im Finale des Grand-Slam-Turniers von Düsseldorf den Russen Robert Mschwidobadse. Bei den Weltmeisterschaften 2018 in Baku bezwang er im Viertelfinale den Nordkoreaner Kim Yong-gwon. Nach seiner Halbfinalniederlage gegen Naohisa Takato gewann er im Kampf um Bronze gegen den Südkoreaner Lee Ha-rim. Ende 2018 gewann er das Grand-Slam-Turnier von Osaka, wo er im Finale den Russen Jago Abuladse bezwang. Anfang 2019 siegte er im Finale des Grand-Slam-Turniers von Düsseldorf gegen Robert Mschwidobadse. Im April gewann er bei den japanischen Meisterschaften. Bei den Weltmeisterschaften 2019 in Tokio bezwang er im Viertelfinale den Kasachen Jeldos Smetow. Im Halbfinale unterlag er dem Georgier Luchum Tschchwimiani, im Kampf um Bronze besiegte er Naohisa Takato. Bei den Olympischen Spielen 2024 in Paris gewann er die Bronzemedaille im Superleichtgewicht und war Mitglied der japanischen Mannschaft, die im Mixed-Team-Wettbewerb Silber gewann.
2025 gewann Nagayama das Grand-Slam-Turnier in Baku. Vier Monate später bei den Weltmeisterschaften in Budapest bezwang er im Halbfinale den Brasilianer Michel Augusto und im Finale den Franzosen Romain Valadier-Picard.